# Cerchi e croci
Cerchi e croci (Knots and Crosses) è un romanzo poliziesco di Ian Rankin, edito nel 1987.
È il primo romanzo della serie dedicata all'ispettore John Rebus.
Tradotto in diciotto lingue,  in italiano è stato pubblicato nel 2001 dalla casa editrice Longanesi.

## Trama
Il rapimento e la morte di bambine sta facendo impazzire la polizia di Edimburgo. Nessun indizio, né testimoni o collegamenti tra i casi. Contemporaneamente John Rebus, che fa parte della squadra d'investigazione, riceve lettere anonime contenenti spaghi legati a cerchio.
Inizialmente non ci sono collegamenti tra le morti e le lettere fino a quando il passato rimosso da Rebus viene riportato alla luce grazie all'aiuto del fratello Michael e della collega Gill Templer. Rebus scopre così che è direttamente coinvolto in questa catena di assassini.

## Edizioni in italiano
- Ian Rankin, Cerchi e croci: romanzo, traduzione di Anna Rusconi, Longanesi, Milano 2001
- Ian Rankin, Cerchi e croci, Superpocket, Milano 2003
- Ian Rankin, Cerchi e croci: romanzo, traduzione di Anna Rusconi, TEA, Milano 2003
- Ian Rankin, Cerchi e croci: un'indagine di John Rebus: romanzo, traduzione di Anna Rusconi, TEA, Milano 2012

## Serie televisiva
Il libro occupa, con il titolo Knots and Crosses, il quarto episodio della quarta stagione della serie televisiva Rebus, andato in onda il 7 dicembre 2007.